# 喬諾斯群島

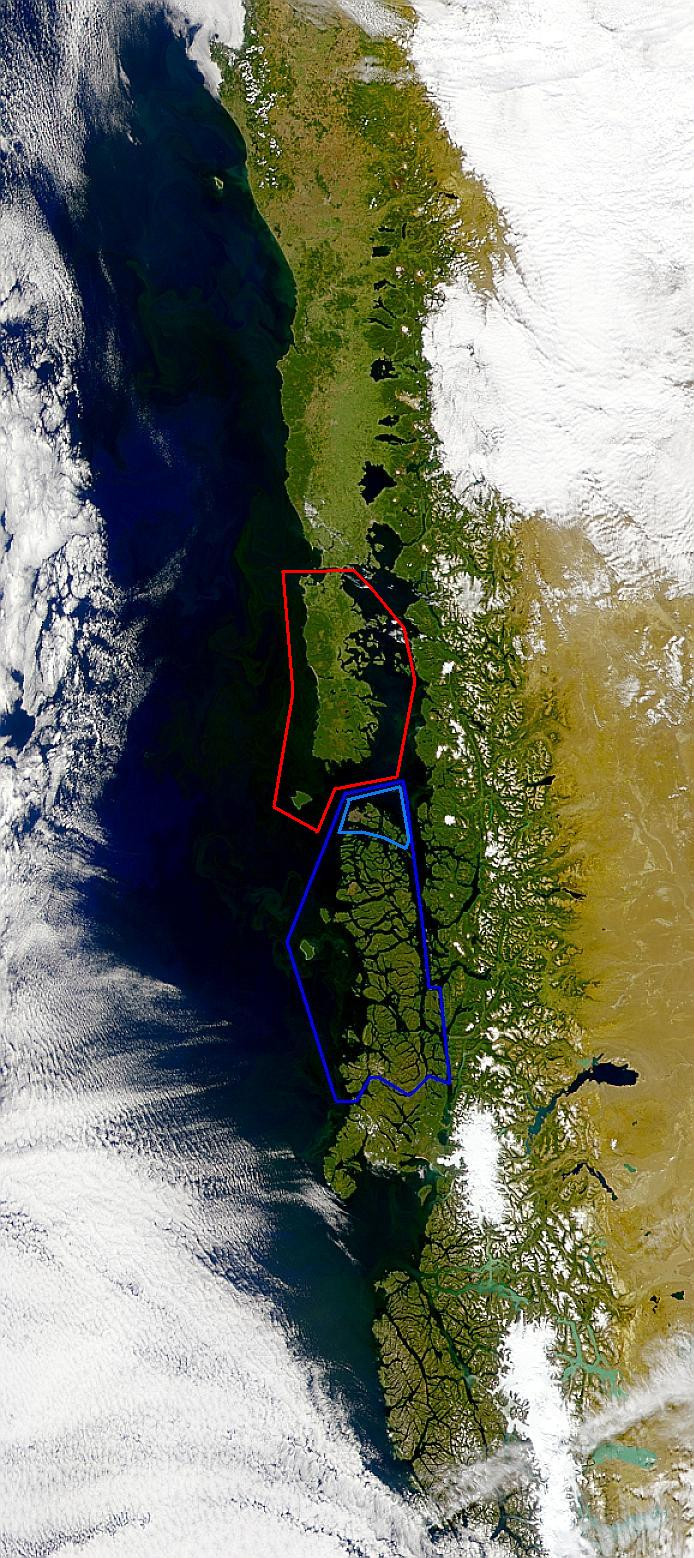
紅框內是湖大區；
淺藍框內是瓜伊斯特卡群島
深淺藍框內是喬諾斯群島

喬諾斯群島（西班牙語：Archipiélago de los Chonos）是智利伊瓦涅斯將軍的艾森大區沿太平洋東岸的多山群島。絕大部分島嶼都有草木叢生，無人居住。莫拉萊達海峽(Canal Moraleda)把喬諾斯群島和智利大陸分隔海。